# Laurene Powell Jobs
Laurene Powell Jobs (West Milford, Nueva Jersey, 6 de noviembre de 1963) es una empresaria estadounidense, activista política liberal, fundadora de Emerson Collective, organización que aboga por la creación de políticas en materia de educación y reforma migratoria, justicia social y conservación del medio ambiente. cofundadora y presidente de la junta de College Track, que prepara a estudiantes de escuelas secundarias de comunidades marginadas para asistir a la universidad. Es la viuda de Steve Jobs, cofundador y exCEO de Apple Inc.. Dirige el Laurene Powell Jobs Trust, anteriormente conocido como el Steven P. Jobs Trust, que posee 130-140 millones de acciones (7–8 %) en The Walt Disney Company, lo que la convierte en su principal accionista individual. En 2015 ocupó el lugar 45 entre las personas más ricas del mundo según Forbes. Powell Jobs reside en Palo Alto, California, con sus tres hijos.

## Biografía

### Primeros años y carrera
Powell Jobs creció en West Milford, Nueva Jersey; obtuvo la licenciatura en Ciencias Políticas en la Universidad de Pensilvania y la licenciatura en Economía en la Escuela de Negocios Wharton de la Universidad de Pensilvania en 1985. Terminó la maestría en Administración de Empresas en la Escuela de Postgrado en Negocios de Stanford en 1991.
Se casó con Steve Jobs, cofundador y exCEO de Apple Inc., el 18 de marzo de 1991, en el Hotel Ahwahnee en el parque nacional de Yosemite. La ceremonia fue presidida por Kōbun Chino Otogawa, un monje budista Zen. Su primer hijo, Reed, nació en septiembre de 1991 y fue seguido por Erin en 1995 y Eva en 1998.
Powell Jobs fue cofundadora de Terravera, una empresa de alimentos naturales que vende a minoristas en todo el norte de California. También trabajó en la junta directiva de Achieva, que creó herramientas en línea para ayudar a los estudiantes a estudiar y ser más efectivos. Antes de graduarse de la escuela de negocios, Powell trabajó para Merrill Lynch Asset Management y pasó tres años en Goldman Sachs como estratega de operaciones de renta fija.

### Muerte de Steve Jobs
El 5 de octubre de 2011, Steve Jobs murió por complicaciones durante una recaída de una rara variedad de cáncer de páncreas que padecía desde tiempo atrás, tenía 56 años. Powell Jobs quedó viuda y heredó el Steven P. Jobs Trust, que para mayo de 2013 tenía una participación del 7,3% en The Walt Disney Company con un valor de aproximadamente 8700 millones de dólares y 38,5 millones de acciones de Apple, Inc.

### Activismo político
En las elecciones presidenciales de Estados Unidos de 2016, Powell Jobs donó $2 millones de dólares a Hillary Clinton y recaudó otros $4 millones de dólares para ella.
En 2017, respaldó la fundación de la organización política ACRONYM, lo cual hizo que se cuestionara la ética de Powell Jobs debido a la creación y operación de Courier Newsroom por parte de ACRONYM.
En las primarias presidenciales de Estados Unidos de 2020, Powell Jobs donó a las campañas de los candidatos demócratas Amy Klobuchar, Joe Biden, Buttigieg, Kamala Harris, Cory Booker y Michael Bennet.  Después de que Joe Biden se convirtiera en el presuntivo candidato presidencial demócrata, pasó Powell Jobs a donarle más de $600,000 a su campaña.
Powell Jobs ha fundado Emerson Collective, una empresa privada organizada como Limited Liability Company (LLC), que aduce apoyar personas y organizaciones que trabajan en la reforma de la educación y la inmigración, la justicia social y la conservación a través de asociaciones, donaciones e inversiones. Emerson Collective encabeza varios proyectos sociales y políticos, entre ellos la campaña «The Dream is Now» y trabaja en estrecha colaboración con Conservation International y NewSchools Venture Fund.  A través de Emerson, Powell se ha dedicado a comprar medios de comunicación tales como The Atlantic y Axios.

### Filantropía
En 1997, Powell Jobs y Carlos Watson fundaron College Track en East Palo Alto, una organización sin fines de lucro con la intención de incrementar la tasa de graduaciones de preparatoria, la matrícula universitaria y la tasa de graduaciones universitarias de alumnos de comunidades marginadas. De los graduados de preparatoria de College Track, muchos de los cuales son la primera generación de estudiantes universitarios en sus familias, aproximadamente el 90% asisten a universidades de cuatro años y el 70% terminan la universidad al final de seis años, mientras que el promedio nacional de estudiantes universitarios de primera generación es 24%. College Track tiene instalaciones en East Palo Alto, Sacramento, San Francisco, Oakland, Los Ángeles, Nueva Orleans y Aurora, Colorado. «Tenemos una lista de espera de cinco ciudades donde nos gustaría abrir centros», dijo Powell Jobs. «Queremos mantener nuestros estándares altos, sin embargo, somos reacios a crecer a través de franquicias o a través de la difusión de nuestro plan de estudios y formación».
A partir de 2013, Powell Jobs tiene un lugar en el consejo de administración de College Track, NewSchools Venture Fund, Conservation International y la Universidad de Stanford. También forma parte del consejo asesor del presidente del Council on Foreign Relations. En 2015, Forbes la ubicó en el lugar número 44 entre las mujeres más poderosas del mundo. En 2015, Powell Jobs inició un proyecto de 50 millones de dólares para crear nuevas escuelas preparatorias. El proyecto se llama XQ: The Super School Project, el equipo de asesores será dirigido por Russlynn H. Ali.